# Richard Pulteney
Richard Pulteney  (17 de fevereiro de 1730 — 13 de outubro de 1801) foi um médico e botânico britânico.